# 4. návštěvní expedice (ISS)
4. návštěvní expedice (rusky Четвертая экспедиция посещения, ЭП-4) na Mezinárodní vesmírnou stanici (ISS) byla krátkodobá výprava tří kosmonautů – Sergeje Zaljotina, Franka De Winne a Jurije Lončakova – na stanici, jejímž hlavním úkolem byla záměna lodi Sojuz sloužící jako záchranný člun pro stálou posádku stanice.

## Posádka

### Hlavní
- Sergej Zaljotin (2), velitel, Roskosmos (CPK)
- Frank De Winne (1), palubní inženýr 1, ESA
- Jurij Lončakov (2), palubní inženýr 2, Roskosmos (CPK)

V závorkách je uveden dosavadní počet letů do vesmíru včetně této mise.

### Záložní
- Jurij Lončakov, velitel, Roskosmos (CPK)
- Alexandr Lazutkin, palubní inženýr, Roskosmos (RKK Eněrgija)

## Průběh výpravy

### Přípravy
Mezinárodní vesmírná stanice (ISS) byla od začátku listopadu 2000 trvale osídlena lidmi. Základní posádky stanice byly tehdy (do havárie Columbie) střídány raketoplány, jako záchranné čluny jim sloužily lodě Sojuz. Sojuzy bylo nutno po půl roce střídat a provést střídání byl hlavní úkol krátkodobých návštěvních expedic. Čtvrté střídání bylo naplánováno na přelom října a listopadu 2002.
V květnu 2001 se ESA dohodla s Roskosmosem na pravidelné účasti evropských astronautů v návštěvních expedicích. K letu v říjnu–listopadu 2002 byl určen belgický astronaut ESA Frank De Winne, jeho mise dostala název „Odissea“.
De Winne zahájil výcvik ve Středisku přípravy kosmonautů (CPK) v Hvězdném městečku v srpnu 2001, od prosince 2001 společně se zkušeným Sergejem Zaljotinem, majícím za sebou dvouměsíční pobyt na Miru. třetím členem posádky měl být vesmírný turista – oficiálně účastník kosmického letu – hudebník, sólista americké skupiny 'N Sync James Lansten «Lance» Bass. Bass na jaře prošel lékařskými prohlídkami, od 4. července 2002 se připravoval na let v CPK, 7. srpna byl oficiálně jmenován třetím členem posádky, ale už 3. září byl vyřazen z přípravy kvůli neplnění finančních podmínek kontraktu. Dne 1. října 2002 byl na uvolněné místo vybrán velitel záložní posádky Jurij Lončakov, přičemž současně formálně zůstal v záložní posádce.

### Průběh letu
Trojice Zaljotin, De Winne, Lončakov odstartovala do vesmíru 30. října 2002 z kosmodromu Bajkonur v lodi Sojuz TMA-1. Po dvou dnech samostatného letu se 1. listopadu v 5:01 UTC spojili se stanicí.
Po spojení se kosmonauti uvítali se stálou posádkou ISS, vyložili náklad pro stanici a zahájili vědecký program.
Ruští kosmonauti v experimentu Akustika (Акустика) studovali zatížení posádky ISS hlukem, program Uragan (Ураган) sledoval rozvinutí metod pozorování přírodních a technogenních katastrof s cílem snížení jejich následků, v experimentu Diatomeja (Диатомея) se věnovali sledování moří a oceánů s cílem vytypování bioproduktivních oblastí, sledování biologické nebezpečnosti růstu plísní a mikroorganismů na palubě kosmické stanice bylo obsahem experimentu Biodegradacija (Биодеградация). Zdraví kosmonautů sledovaly experimenty Diurez (Диурез) a Biotest (Биотест).
Frank De Winne se v rámci programu Odissea věnoval řadě různorodých prací. V oblasti biotechnologie to byl soubor experimentů Aquarius-B skládající se z experimentu Vitamin D – sledování vlivu beztíže na mechanismus působení vitamínu D na kostní tkáň savců, experimentu Rhosignal – sledování vlivu beztíže na signální molekuly enzymu GTPasa u lidských fibroblastů typu RHOSIG a experiment Ramiros – sledování vlivu těžkých nabitých částic kosmického záření na nejdůležitější typy tkání savců v podmínkách kosmického letu. Dále experiment Message – sledování vlivu podmínek kosmického letu na mikrobiologickou pohyblivost a genetické procesy, příprava monokrystalů bílkovin metodou protiproudé difúze – experiment GCF-B (Granada Crystallization Facility - Belgium) a sledování růstu bílkovin metodou protiproudé difúze – experiment Promiss.

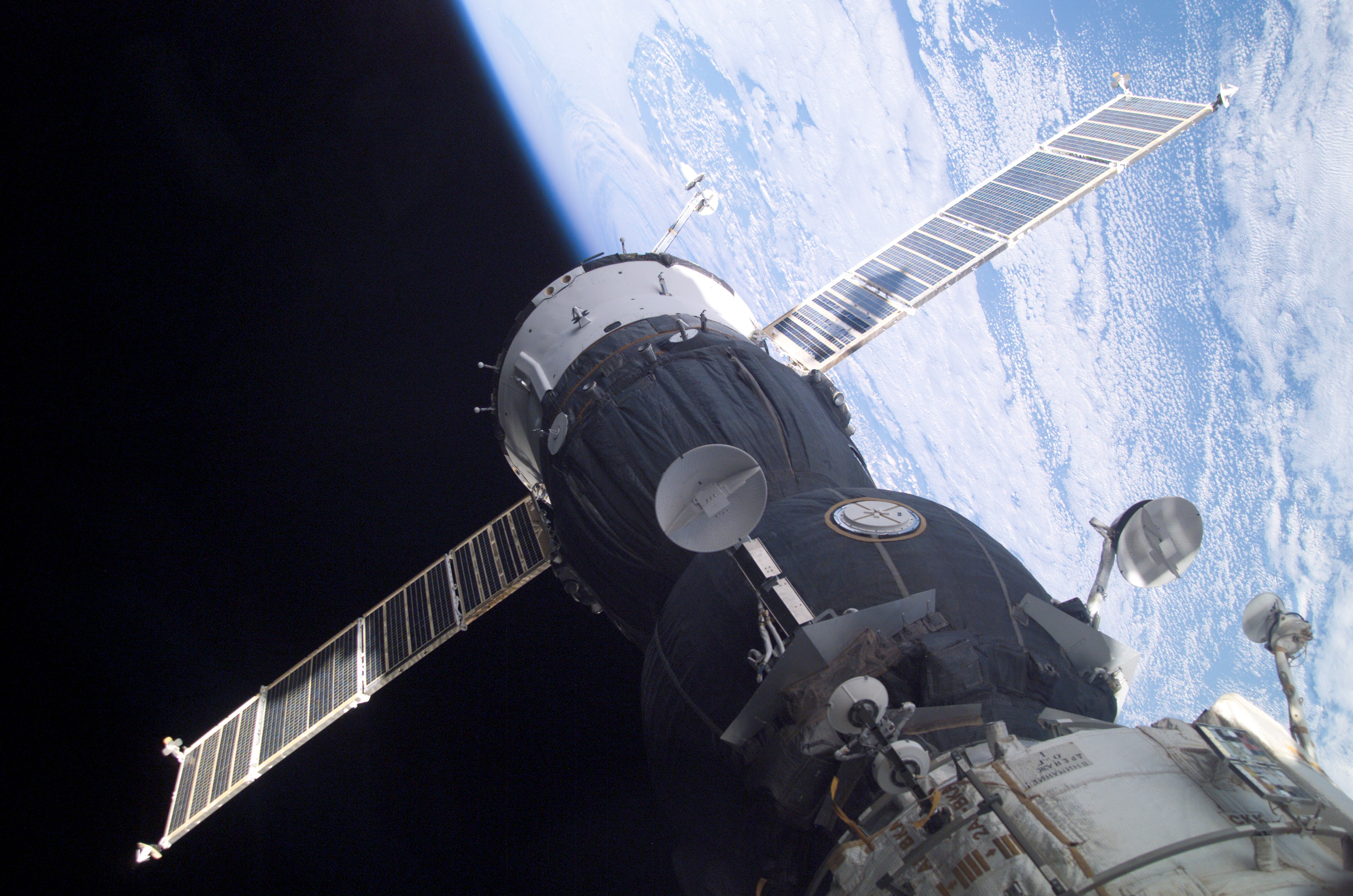
Sojuz TMA-1 připojený k ISS, 4. listopadu 2002

K pěti lékařskobiologickým experimentům patřily experiment Cardiocog – sledování změn srdečněcévního systému člověka v podmínkách beztíže, experiment Neurocog – vliv podmínek kosmického letu na vnímání a zapamatování si pohybů těla v prostoru, experiment Sympatho – sledování změn sympatetické části nervového systému člověka na základě rozboru žilní krve, experiment Virus – odběr slin pro zjišťování změn protivirové imunity člověka a experiment Sleep – zkoumání vlivu podmínek kosmického letu na spánek.
Dále se belgický astronaut věnoval sledování přenosu hmoty a koeficientu izotermální difúze ve dvou- a tříkomponentních směsích kapalin – experiment DCCO (Diffusion Coefficients in Crude Oil), studiu tvorby nanoskopických vrstev zeolitů – experiment Zeogrid a sledování optických jevů v atmosféře a ionosféře Země vázaných na bouřkové a seismické jevy – experiment LSO-B (Lightning and Sprite Observation - Belgium).
Program Odissea zahrnoval i popularizaci de Winneho letu při experimentu Video – pořízení videozáznamu jednoduchých fyzikálních experimentů v beztíži a experimentu Ariss – radioamatérskými spojeními s belgickými středními školami.
Po týdenním pobytu na ISS se dne 9. listopadu 2002 ve 20:44 UTC posádka 4. návštěvní expedice v Sojuzu TM-34 odpoutala od stanice a 10. listopadu v 0:04 UTC přistála v severním Kazachstánu, 100 km severovýchodně od Arkalyku.